# Canephora
Canephora is een geslacht van vlinders uit de familie van de zakjesdragers (Psychidae).

## Soorten
- C. andrewsi (Wileman, 1911)
- C. hirsuta (Poda, 1761) - kleine reuzenzakdrager
- C. trautmanni (Rebel, 1910)